# 백설콩

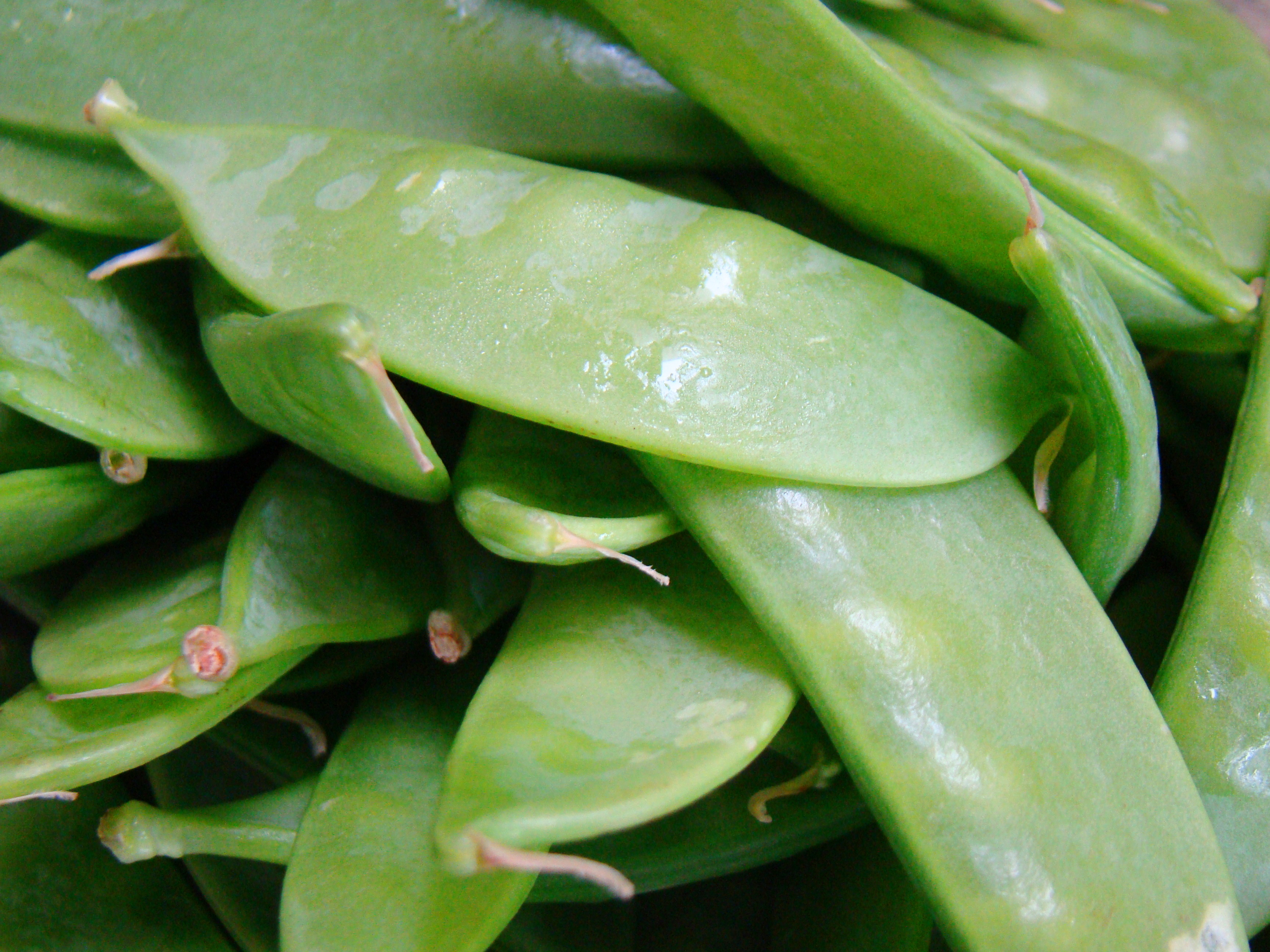
백설콩

백설콩(영어: snow pea 스노 피[*])은 완두의 재배품종이다. '사카라툼(Saccharatum)' 그룹에 속한다.
아직 덜 익어 깍지 속에 들어 있을 때 깍지째 먹는 콩으로, 비슷한 재배품종들과 함께 깍지완두라 불리기도 한다.

## 같이 보기
- 풋콩